# Coca (hrad)
Hrad Coca (španělsky: Castillo de Coca) je hrad v obci Coca ve středním Španělsku, asi 45 km od města Segovia. Hrad byl postaven v 15. století a je považován za jeden z nejlepších příkladů španělského mudejarského cihlového zdiva, který propojuje maurské muslimské stavební postupy a gotickou architekturu. Maketa zámku byla postavena v zábavním parku Mudéjar a další replika postavená v poměru 1:25 je umístěna v parku miniatur Minimundus v Klagenfurtu v Rakousku.

## Poloha
Hrad Coca se nachází na okraji města Coca, asi 45 kilometrů severně od Segovie. Jedná se o jeden z mála španělských hradů, které nebyly postaveny na vrcholcích kopců, ale na okraji roviny, s výhledem na meandr řeky Voltoya, přítoku řeky Eresma. Hrad je opevněn hlubokým a širokým příkopem.
Coca, rodiště římského císaře Theodosia I., byla osídlena od 2. století př. n. l., kdy sem dorazili Arevaciové a usadili se zde.

## Vlastnictví
Hrad Coca vlastnila známá španělská aristokratická rodina, rod Alba de Tormes (někdy nazývaný rod Alba), až do poloviny 20. století. V roce 1954 předali nemovitost Ministerstvu zemědělství. Hrad byl prohlášen za španělskou národní památku a je chráněn.